# Криворожский строительный колледж
Криворожский строительный колледж — учебное заведение в городе Кривой Рог.

## История
В ноябре 1952 года на базе треста «Криворожстрой» образован Криворожский вечерний строительный техникум.
Первый набор 1953—1954 годов составлял 90 человек, набор 1954—1955 годов — 120 человек, 1955—1956 годов — 180 человек.
В апреле 1956 года прошёл переход на дневное обучение с сохранением вечернего отделения.
В 1969 году на дневном и вечернем отделениях обучалось 750 человек.
В 1990 году техникум вошёл в подчинение управления кадров и учебных заведений Минтяжстроя УССР.
В феврале 2008 года, решением правления Украинской государственной строительной корпорации, Криворожский строительный техникум переименован в государственное высшее учебное заведение «Криворожский строительный колледж».

## Характеристика
Изначально техникум готовил специалистов среднего звена в промышленном и гражданском строительстве.
Готовит специалистов для всех форм хозяйственной деятельности, связанных со строительством, реконструкцией, техническим перевооружением, эксплуатацией зданий и сооружений. Основная профессия — техник-строитель, основная специальность — строительство и эксплуатация зданий и сооружений.
За время существования подготовлено более 10 000 специалистов. Основными заказчиками специалистов являются строительные организации и коммунальные предприятия близлежащих районов. 
Имеет 3-этажный учебно-лабораторный корпус, актовый зал на 300 мест, библиотеку с фондом на 38 800 книг, спортзал, мастерские.